# Anarsia spartiella
Anarsia spartiella — вид лускокрилих комах з родини виїмчастокрилі молі (Gelechiidae). Трапляється на більшій частині Європи.

## Опис
Розмах крил 12-15 мм. Передні крила сіро-білуваті, дрібно вкриті рудуватими плямами, часто з деякими чорними лусочками; кілька коротких похилих темних рудуватих реберних відмітин, одна посередині найбільша; стигмати іноді позначаються чорними рисками; часто є чорна кінцева пляма під вершиною. Задні крила світло-сірі. Личинка темно-коричнева; голова і пластина з 2 чорних.

## Спосіб життя
Метелики літають з червня по серпень. Личинки живляться видами колючого дріку, жарновця і красильного дріка (родина бобові). Вони прядуть пагони рослини-господаря і харчуються всередині.